# Брунов, Владимир Васильевич
Владимир Васильевич Брунов (27 февраля 1932 — 14 декабря 1976) — советский хоккеист, правый крайний нападающий, восьмикратный чемпион СССР, мастер спорта СССР.

## Биография
В 1944 году Владимир Брунов начинал играть в хоккей в юношеской команде в Тамбове. В 1945—1948 годах играл за московскую команду «Буревестник». В 1949—1963 годах (по другим данным, в 1948—1963 годах) выступал за команду ЦСКА (до 1951 года она называлась ЦДКА, до 1954 года — ЦДСА, а до 1959 года — ЦСК МО). В её составе он восемь раз становился чемпионом СССР, четыре раза был серебряным и один раз — бронзовым призёром чемпионата СССР. В команде партнёрами Брунова по тройке нападения были Валентин Сенюшкин, Игорь Деконский и Леонид Волков. Всего в чемпионатах СССР Брунов провёл около 260 матчей, забросив 145 шайб.
В составе сборной СССР в 1955—1960 годах участвовал в четырёх товарищеских матчах против Швеции, Чехословакии, США и Канады, не забросив ни одной шайбы. Также выступал за вторую сборную СССР по хоккею.
В 1964—1966 годах Владимир Брунов выступал за команду СКА (Калинин), выступавшую во второй группе класса «А», забросил 20 шайб в 70 матчах. В 1964 году окончил Государственный центральный ордена Ленина институт физической культуры (ГЦОЛИФК). Впоследствии работал тренером в командах ЦСКА (1964, 1968—1969 и 1971), СКА МВО (1965—1968), «Звезда» (Чебаркуль, 1969—1971, главный тренер) и СКА (Чита, 1972—1976).
Скончался 14 декабря 1976 года, похоронен на Пятницком кладбище в Москве.

## Достижения
- Чемпион СССР — 1950, 1955, 1956, 1958, 1959, 1960, 1961, 1963[1].
- Серебряный призёр чемпионата СССР — 1952, 1953, 1954, 1957[1].
- Бронзовый призёр чемпионата СССР — 1962[1].
- Обладатель Кубка СССР — 1954, 1955, 1956, 1961[1].
- Финалист Кубка СССР — 1953[1].
- Чемпион зимней Спартакиады народов РСФСР — 1958[1].